# Paracroria major
Paracroria major är en fjärilsart som beskrevs av Antonius Johannes Theodorus Janse 1940. Paracroria major ingår i släktet Paracroria och familjen nattflyn. Inga underarter finns listade i Catalogue of Life.